# Johann Knopf

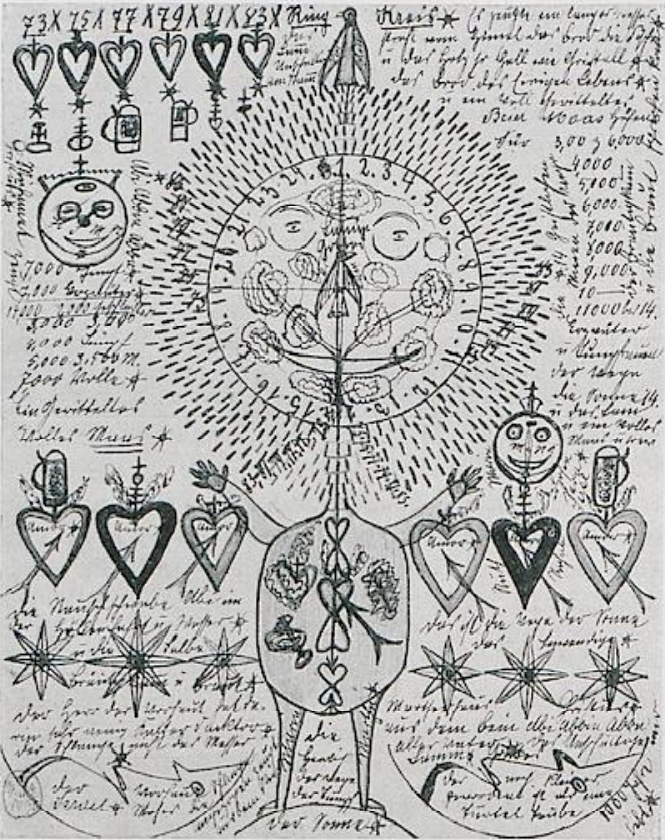
Johann Knopf: Lamm Gottes

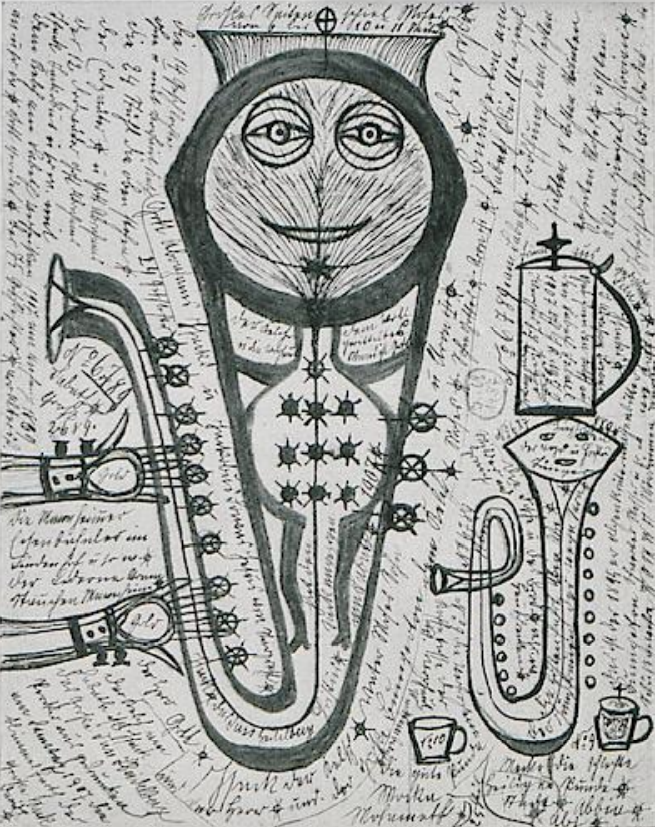
Johann Knopf: Bumperton

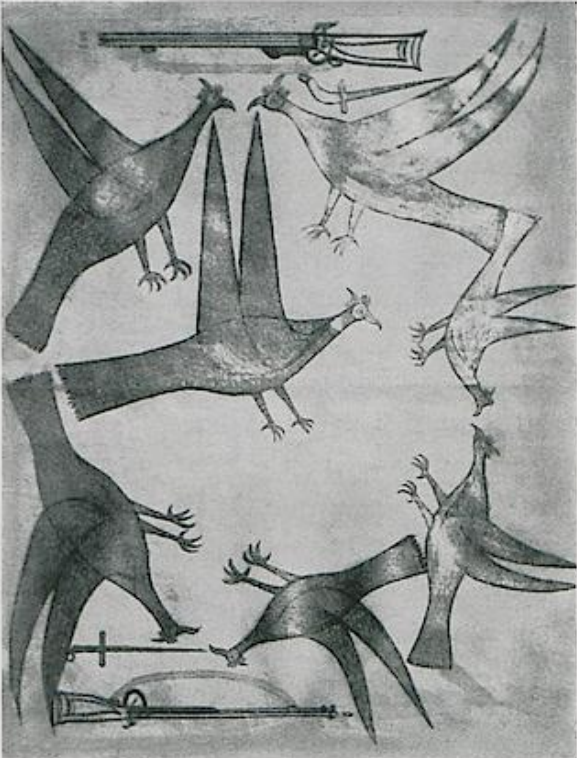
Johann Knopf: Vögel

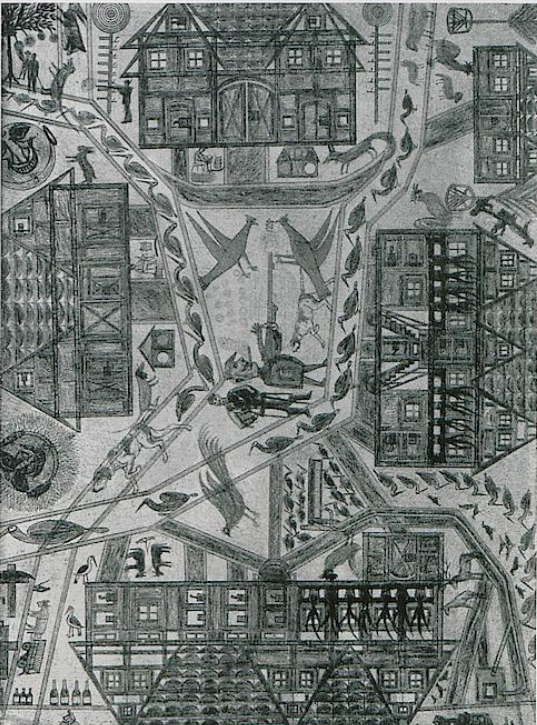
Johann Knopf: Bauernhof

Johann Knopf, auch Johannes Knopf, (geboren 1866 in Wünschmichelbach bei Weinheim; gestorben 1910 in Wiesloch) war ein Art-Brut-Künstler und einer der „schizophrenen Meister“, die der Psychiater Hans Prinzhorn in seinem Werk Bildnerei der Geisteskranken porträtierte. Prinzhorn wies ihm das Pseudonym Johann Knüpfer zu.

## Leben
Knopf wuchs in einem kleinen Dorf im Odenwald auf und war der Jüngste von vier Brüdern. Der Vater lebte getrennt von der Familie und starb früh. Knopf erlernte das Bäckerhandwerk in Heiligkreuzsteinach und begann danach in einer Brotfabrik zu arbeiten. Wegen eines Leistenbruchs wurde er vom Militärdienst freigestellt. Er wechselte in eine Zementfabrik und arbeitete schließlich in einer Maschinenfabrik, wo er den Beruf des Schlossers erlernte. Er lebte mit einem Bruder bei seiner Mutter, bis diese 1895 starb. Danach wurde sein Leben unstet. Freunde überredeten ihn dazu, zu heiraten. Aber die Verbindung war von Anfang an unglücklich, er trank und wurde gewalttätig. Er misstraute nicht nur seiner Frau, sondern allen, die er kannte. Wegen Alkoholismus, Landstreicherei und einem Selbstmordversuch – er hatte sich mit einem Messer in die Brust gestochen – wurde er 1902 in eine psychiatrische Anstalt eingewiesen. Nach Fertigstellung der neuen psychiatrischen Anstalt Wiesloch wurde er ab 1905 dorthin verlegt und lebte dort bis zu seinem Tod.
Bei der Aufnahme stellte sich heraus, dass Knopf seit Jahren unter paranoiden Wahnvorstellungen und Visionen litt, in denen Jesus Christus ihm begründete, warum er verfolgt werde. Er erklärte den Psychiatern in einer Art religiösem Größenwahn, „dass niemand so sehr gelitten habe wie er, nicht einmal Christus“. Knopf fühlte sich verfolgt und wähnte hinter allen körperlichen Problemen einen Vergiftungsanschlag. Er nahm selten an der sogenannten Arbeitstherapie teil, reagiert auf jegliche Anforderungen von außen gereizt. Auffällig war seine Beziehung zu Tieren, die er vorgab genau zu verstehen.

## Künstlerische Bewertung
In der Anstalt begann Knopf bald zu zeichnen. Prinzhorn interpretierte die künstlerische Ausdrucksform Knopfs als Mitteilungsdrang. Ausführlich beschrieb Prinzhorn einzelne Blätter. So interpretierte er das zentrale runde Element auf der Zeichnung Lamm Gottes gleichzeitig als Kopf einer Figur, als Strahlenkranz einer Monstranz, als Sonne oder als Zifferblatt einer Uhr. Knopf achtete auf Symmetrie, setzte eine Vielzahl von sich wiederholenden Symbolen ein und übersät Zeichnungen mit flächendeckenden orakelhaften Texten.
Seine Werke lassen sich gemäß Prinzhorn in zwei Kategorien einteilen: die formalen religiösen Bilder, die mit orakelhaften Inschriften versehen sind, und die Zeichnungen mit Erinnerungen an seine Jugend. Beide Kategorien zeigen eine Vorliebe für Symmetrie und eine Faszination für Kreise.
1950 besuchte der französische Künstler Jean Dubuffet, der die Kunstgattung Art brut prägte, die Sammlung Prinzhorn. Dabei ließ er sich alle Werke vorlegen, über die Prinzhorn geschrieben hatte und einige mehr. Er bewertete die Werke von Johann Knopf als „extrem gut“.
2013 versuchte Gregor Wedekind nachzuweisen, dass strukturelle Analogien zu Knopfs Bild Lamm Gottes bei einigen Bildern von Paul Klee zu erkennen seien, so etwa bei Agnus Dei qui tollis peccata mundi (1918), Bauchredner und Rufer im Moor (1923), Prophetisches Weib (1923) oder Mystisch-Physiognomisch (1924). Der japanische Künstler Koga Harue erstellte ein Skizzenblatt auf dem Details verschiedener Künstler aus Bildnerei der Geisteskranken isoliert wurden.
Johann Spooner nahm sich 2016 Knopfs Bild Die Herrlichkeiten das Schrot dem Jagdgewehr als Vorlage für seine mobile Installation Johann Knopf: A machine with whirling birds.

## Werke (Auswahl)
Die Werke von Knopf sind nicht datiert.
Religiös motiviert
- Der große Bumperton am Sabath, Feder, Bleistift, Farbstift auf Schreibpapier[8]
- Bumperton, Tinte auf Papier
- Ohne Titel (Zwei Figuren), Bleistift, Feder, Fettkreide auf Schreibpapier[9]
- Lamm Gottes, Tinte auf Papier

Erinnerungen
- Ohne Titel (Gutshof), Bleistift, Fettkreiden, Deckfarbe auf Aktenpapier[10]
- Ohne Titel (Vögel, Hund und Jäger), Bleistift, Farbstift, Feder in Tinte auf Aktenpapier[11]
- Bauernhof, Bleistift, Buntstift
- Vögel, Bleistift
- Dekorative Zeichnung mit Vögeln, Kreide und Buntstift[12]
- Vögel aus Lycosthenes

## Ausstellungen
Knopfs Werke wurden posthum in diversen Gruppenausstellungen gezeigt:
- 1992: Parallel visions. Modern artists and outsider art, Wanderausstellung, Los Angeles
- 1997: Kunst und Wahn, Bank Austria Kunstforum Wien
- 2009: Prinzhornova Sbrirka, art brut z legendární kolekce německého psychiatra (Sammlung Prinzhorn, Art Brut aus der legendären Sammlung eines deutschen Psychiaters), Galerie der Stadt Prag, Tschechien[13]
- 2015: Dubuffets Liste, Sammlung Prinzhorn, Heidelberg, und Basel
- 2016/2017: Dubuffets Liste – Jean Dubuffets Kommentar zu Meisterwerken der Sammlung Prinzhorn, Museum im Lagerhaus, Sankt Gallen, Schweiz[5]
- 2019/2020: Die Sammlung Prinzhorn. Art Brut vor der Art Brut, Museum Gugging, Maria Gugging, Österreich[14]